# Chavannes-sur-Reyssouze
Chavannes-sur-Reyssouze là một xã ở tỉnh Ain, vùng Auvergne-Rhône-Alpes thuộc miền đông nước Pháp.

## Dân số
| 1962 | 1968 | 1975 | 1982 | 1990 | 1999 |
| ---- | ---- | ---- | ---- | ---- | ---- |
| 499  | 614  | 573  | 543  | 565  | 580  |